# Lijst van Eindhovenaren
Deze lijst van Eindhovenaren betreft bekende personen die in de Nederlandse stad Eindhoven zijn geboren of overleden.

## Geboren

### A
- Olly van Abbe (1935-2017), beeldhouwer
- Rochdi Achenteh (1988), voetballer
- Maikel Aerts (1976), voetballer
- Peter Aerts (1970), kickbokser
- Haris Alagic (1995), singer-songwriter
- Christijan Albers (1979), autocoureur
- Willy Albers Pistorius-Fokkelman (1919-2010), beeldhouwer
- Woody van Amen (1936), beeldend kunstenaar
- Armand (1946-2015), popmuzikant en (protest)zanger

### B
- Joep Baartmans-van den Boogaart (1939-2017), PvdA-politica
- Ernst Bagelaar (1775-1837), militair en kunstenaar
- Wesley Bakermans (1990), voetballer
- Piet Bakers (1922-1998), voetballer
- Otman Bakkal (1985), voetballer
- Tineke Bartels (1951), amazone
- Tony Bass (1934-2005), zanger en liedjesschrijver
- Benjamin Bates (1976), dj
- Jos Bax (1946-2020), voetbalkeeper
- Harold van Beek (1962), snelwandelaar
- Cindy Bell (1983), model, zangeres en actrice
- Dirk Bellemakers (1984), wielrenner
- Edwin van Berge Henegouwen (1961-2020), voetballer
- Ad van den Bergh (1947), CDA-politicus
- Koen Berkers (1977), voetballer
- Leo de Bever (1930-2015), architect
- Bert Blase (1959), politicus
- Sjef Blatter (1946), voetballer
- Henk Bloemers (1945-2015), voetballer
- Pieter Bolsius (1765-1835), schout en burgemeester
- Jan de Bont (1943), filmregisseur en cameraman
- Marlon Boons (1981), judoka
- Hette Borrias (1953), roeister
- Pieter Bouwman (1958-2024), toneelregisseur, cabaretier en presentator
- Floris Braat (1979), kanovaarder
- Toon Brams (1834-1872), beeldhouwer
- Mathias Brans (1879-1969), missiebisschop Medan, Nederlands-Indië[1]
- Hugo Brandt Corstius (1935-2014), schrijver
- Maxine van Breukelen (1998), zangeres
- Marq van Broekhoven (1960), striptekenaar
- Marc Broos (1945), beeldhouwer, kunstschilder en graficus
- Bart Brouwers (1960), journalist
- Niek van der Bruggen (1983), dj en radiopresentator
- Theo van Brunschot (1937-1997), beeldhouwer

### C
- Angela Christ (1989), voetbalster
- Phillip Cocu (1970), voetballer
- Joep Coppens (1940-2024), beeldend kunstenaar
- Steef Cuijpers (1965), acteur, comedian, presentator

### D
- Geert ten Dam (1958), hoogleraar onderwijskunde en universiteitsbestuurder

- René Daniëls (1950), kunstenaar
- Laurens Dassen (1985), politicus; partijleider Volt Nederland
- Wisse Dekker (1924-2012), bestuurder; 1982-1986 president-directeur van Philips
- Hans Dekkers (1981), wielrenner
- Paul Depla (1965), burgemeester van Heerlen, Breda
- Staf Depla (1960), politicus
- Patrick van Deurzen (1964), componist
- Jeroen Dijsselbloem (1966), politicus
- Coen Dillen (1926-1990), voetballer
- Cor Dillen (1920-2009), ondernemer
- Miss DJax (Saskia Slegers, 1962), dj en muziekmanager
- Trea Dobbs (1947), zangeres
- Rianne Donders-de Leest (1960), burgemeester van Geldrop-Mierlo, Roermond
- Sander van Doorn (1979), dj
- Marieke van Doorninck (1966), politica
- Michel den Dulk (1979), ontwerper voor pretparken waaronder De Efteling

### E
- Toncy van Eersel (1973), actrice
- Uco Egmond (1948), stripauteur en illustrator
- Johannes van Eindhoven (ca. 1440-1508), prior en hulpbisschop van Trier
- Wim van Elk (1938-2025), politicus
- Theo Eltink (1981), wielrenner
- Bernet Elzinga (1970), hoogleraar

### F
- Fresku (1986), rapper
- Carl Friedman alias Carolina Klop (1952-2020) , schrijfster-columniste
- Robert Fuchs (1975), voetballer
- Rudi Fuchs (1942), kunsthistoricus en museumdirecteur

### G
- Cody Gakpo (1999), voetballer
- Alex van Galen (1965), schrijver
- Bert van Geffen (1947), voetballer
- Jos van Gennip (1939), politicus
- Gerard Geurds (1939-2024), voetbalscheidsrechter
- Ans van Gerwen (1951), turnster
- Lidwien Gevers (1964), journalist, verslaggever
- Jo Gijsen (1943-2017), schilder en beeldhouwer
- Rob van Gijzel (1954), politicus en sportbestuurder (burgemeester van Eindhoven)
- Jurjen Gofers (1980), dj en radiopresentator
- Toine van de Goolberg (1950), atleet
- Robbie van de Graaf (1998), youtuber
- Ab van Grimbergen (1930), hockeyer en hockeycoach
- Chatilla van Grinsven (1991), basketballer
- Henricus van der Grinten (1811-1864), eerste Eindhovense missionaris in Nederlands-Indië[1]

### H
- Ada den Haan (1941-2023), zwemster
- Paul Haarhuis (1966), tennisser
- Kees de Haas (1930-2021), econoom, maritiem historicus en schrijver
- Diederick Hagemeijer (1988), ijshockeyspeler, waaronder de Nederlandse ijshockeyploeg
- Otto-Jan Ham (1978), radio- en televisiepresentator
- Anke Helsen (1955), actrice
- Maarten Hartveldt (1953), componist
- Toine Hezemans (1943), autocoureur
- Minke van Hoef (2003), voetbalster
- Toos van Holstein (1949),  kunstschilder en beeldend kunstenaar
- Reynoud Homan (1956), grafisch vormgever
- Johan Frederik Rudolph van Hooff (1755-1816), staatsman
- Maarten Houben (1970), politicus
- Mies van Hout (1962), illustrator
- Ruud Huijbregts (1961), organist
- Rick van den Hurk (1985), honkballer
- Gerardus Huysmans (1902-1948), politicus
- Ruud Huysmans (1935), r.k. priester en kerkjurist

### J
- Tim Janssen (1986), voetballer
- Ephrahim Jerry (1996), handballer
- Everard de Jong (1958), hulpbisschop van Roermond
- Froukje de Jonge (1965), politica
- Fons Jurgens (1969), algemeen directeur attractiepark de Efteling (2014-heden)

### K
- Eef Kamerbeek (1934-2008), atleet
- Piet Kamerman (1925-2025), acteur
- Bart van Kent (1983), politicus
- Anton Kerssemakers (1846-1924), kunstschilder
- Jan Kikkert (1930-2017), leraar, reisleider en geschiedkundige
- Andreas Kinneging (1962), rechtsfilosoof
- Geert-Jan Knoops (1960), advocaat en strafrechtgeleerde
- Serhat Koç (1990), voetballer
- Natalie Koch (1966), schrijfster
- Peter Koelewijn (1940), zanger, radio-dj en muziekproducent
- Irene de Kok (1963), judoka
- Peter Kox (1964), autocoureur
- Adrie van Kraaij (1953), voetballer
- Soy Kroon (1995), (musical) acteur
- Addo Kruizinga (1965), acteur en zanger
- Ine Kuhr (1955), actrice en zangeres
- Lenny Kuhr (1950), zangeres
- Harrie Kwinten (1962), hockeyspeler

### L
- Maarten Lafeber (1974), golfer
- John Lamers (1942-2023), zanger
- Lou Landré (1939), acteur
- Johan Lennarts (1932-1991), kunstenaar en schrijver
- Hans Leushuis (1950), voetbaltrainer en voormalig profvoetballer
- Willem Leushuis (1952), voetbaltrainer en voormalig profvoetballer
- Elias Leyds (1958-2024), priester
- Peter van Lier (1960), dichter
- Ted van Lieshout (1955), schrijver, tekenaar, dichter
- Patrick Lodewijks (1967), voetballer
- Marleen van der Loo (1970), musicalactrice, zangeres, danseres
- Jurjen van Loon (1983), (stem)acteur en presentator
- Virginia Lourens (1975), taekwondoka
- Jan Louwers (1930-2012), voetballer
- Harry Lubse (1951), voetballer
- Kevin Luckassen (1993), voetballer

### M
- Pascal Maas (1962), voetballer
- Rob Maas (1969), voetballer
- Willem Maeyer (1929-2025), (voetbal)bestuurder
- Jan Martens (1939), beeldend kunstenaar
- Vonne van der Meer (1952), schrijfster
- Tycho van Meer (1974), hockeyinternational
- Herman Meijer (1947), architect, stedenbouwkundige, homoactivist en politicus
- Maaike Meijer (1949), hoogleraar
- Doeschka Meijsing (1947-2012), schrijfster
- Geerten Meijsing (1950), schrijver
- Noud van Melis (1924-2001), voetballer
- Erik Menkveld (1959-2014), dichter, schrijver en criticus
- Elly Mes (1931-2024), kunstenares
- Erik Mesie  (1957), zanger
- Jeroen Mettes (1978-2006), dichter, essayist en blogger
- Willy Mignot (1915-1972), beeldhouwer
- Joost Möller (1967), politicus en ondernemer
- Adolf van Moorsel (1825–1894), rector Latijnse school te Eindhoven[1]

### N
- Mohamed Nassoh (2003), voetballer
- Evi Neijssen (1987), turnster
- Tim Nelemans (1982), voetballer
- Jürgen Nelis (1964), olympisch roeier
- Nicole van Nierop (1980), actrice
- Sietske Noorman (1991), atlete
- Henny Noyen (1984), voetballer

### O
- Emil van Oers (1984), presentator
- Bert Oosterbosch (1957-1989), wielrenner

### P
- Ernst van der Pasch (1974), cabaretier en televisiepresentator
- Frits Philips (1905-2005), vierde bestuursvoorzitter Philips
- Else Praasterink (2001), schoonspringster
- Huub Pragt (1961), atleet en egyptoloog

### R
- Mohamed Rayhi (1994), voetballer
- Rob Reckers (1981), hockeyinternational
- Jan Reker (1948), voetbaltrainer en voetbalbestuurder
- Tiny Reniers (1947), handboogschutter
- Arie Ribbens (1937-2021), zanger
- Dominique Rijpma - van Hulst (Do) (1981), zangeres
- Margôt Ros (1965), actrice en regisseuse
- Sven Roosen (2001), atleet
- Jan de Rooy (1943-2024), rallycoureur
- Huib Rooymans (1941), acteur
- Eva Rovers (1978), kunsthistorica en biografe
- Bas Rutten (1965), vechtsporter

### S
- Sven Sauvé (1974), televisiebestuurder
- Lisa Scheenaard (1988), roeister
- Twan Scheepers (1971), voetballer
- Herman Schoonderwalt (1931-1997), jazzmuzikant
- James Sharpe (1962), atleet en politicus
- Amy Siemons (1985), paralympisch atlete
- Eja Siepman van den Berg (1943), beeldhouwster
- Sjoerd Sjoerdsma (1981), politicus (D66)
- Albert van der Sleen (1963), voetbaldoelman
- Judocus Smits (1813-1872), oprichter en hoofdredacteur dagblad De Tijd
- Rik Smits (1966), basketballer
- Edwin Smulders (1968), persfotograaf
- Ad Snijders (1929-2010), schilder, tekenaar, collagist en beeldhouwer
- Jan Snijders (1943), judoka
- Peter Snijders (1943), judoka en judobondscoach
- Piet Souer (1948), componist, arrangeur, en muziekproducent
- Marijke Spies (1934-2013), hoogleraar historische letterkunde
- Frits Spits (1948), radio- en televisiepresentator (echte naam Frits Ritmeester)
- Jac van Steen (1956), dirigent
- Wim Suurbier (1945-2020), voetballer

### T
- Frans Tebak (1927-2002), voetballer
- Lambert Tegenbosch (1926-2017), kunstcriticus en galeriehouder
- Margje Teeuwen (1974), hockeyinternational en televisiepresentatrice
- Kealyn Thomas (2005), voetbalster
- Reshum van Til (1982), zangeres
- Henricus Turken (1791-1856), kunstenaar

### V
- Ria Valk (1941), zangeres, presentatrice en actrice
- Kevin van Veen (1991), voetballer
- Johannes van der Velden (1817-1888), wethouder
- Ton van de Ven (1944-2015), industrieel ontwerper en creatief directeur van de Efteling
- Dick Verdult (1954), filmmaker, beeldend kunstenaar en musicus
- Alex Vermeulen (1954), beeldend kunstenaar en publicist
- Rob Verpoorte (1946), apotheker en botanicus
- Mark Vijn (1967), theaterproducent
- Victor Vlam (1984), mediacommentator
- Johan Vlemmix (1959), Oranjefanaat en entertainer
- Peter Vlemmix (1976), filmregisseur en filmproducent
- Tisha Volleman (1999), turnster
- Tony van de Vorst (1946), beeldhouwer
- Gerrit Vos (1962), zanger
- Mei Li Vos (1970), politica
- Tony Vos (1931-2020), saxofonist en componist
- Paul de Vrees (1955-2024), lichttechnicus
- Cor Vriend (1949), atleet
- Hans Vroomen (1962), politicus

### W
- Antoine Walraven (1967), politicus
- Isa Warps (2005), voetbalster
- Lucille Werner (1967), televisiepresentatrice
- Remmert Wielinga (1978), wielrenner
- Jakob van Wielink (1974), schrijver en leiderschapscoach
- Tom Wiggers (1987), atleet
- Robert de Wit (1962), atleet
- Halina Witek (1945-2019), kunstenares

### Z
- Laila al-Zwaini (1965-2025), juriste en arabiste
- Klaas-Erik Zwering (1981), zwemmer

## Overleden

### B
- Henk Bloemers (1945-2015), voetballer

### K
- Koos Kleij (1914-2007), voetballer

### V
- Jan Jozef de Vlam (1828-1898), onderwijzer, dichter en pedagoog